# 天江增八
HD 154418，又名BD-21 4512，SAO 185024、HR 6350，是一颗蛇夫座的恒星，视星等为6.3，位于銀經1.22，銀緯11.49，其B1900.0坐标为赤經17h 0m 13.4s，赤緯-21° 11.49′ 33″。